# Fatoumata Dembélé Diarra
Fatoumata Dembélé Diarra (* 15. Februar 1949 in Koulikoro) ist eine Juristin aus Mali. Sie war von 2001 bis 2003 als Ad-litem-Richterin am Internationalen Strafgerichtshof für das ehemalige Jugoslawien tätig und gehörte von 2003 bis 2014 als Richterin dem Internationalen Strafgerichtshof an. Von 2009 bis 2012 war sie die erste von zwei Vizepräsidenten des Gerichts.

## Leben
Fatoumata Dembélé Diarra wurde 1949 in Koulikoro geboren und studierte 1970/1971 an der Université Cheikh Anta Diop de Dakar, von 1971 bis 1974 an der Verwaltungshochschule École Nationale d'Administration in Bamako und von 1975 bis 1977 an der École nationale de la magistrature in Paris, der französischen Hochschule zur Ausbildung von Richtern. Anschließend war sich von 1977 bis 1980 als Untersuchungsrichterin an einem erstinstanzlichen Gericht in Bamako tätig, bevor sie dort 1980/1981 als Staatsanwältin sowie 1981/1982 als Vizepräsidentin des Arbeitsgerichts wirkte.
Von 1982 bis 1986 war sie dann Untersuchungsrichterin an einem erstinstanzlichen Gericht in ihrer Geburtsstadt Koulikoro. Danach fungierte sie von 1986 bis 1991 als Rechtssekretärin der Nationalversammlung und von 1991 bis 1993 als Generaldirektorin der Urheberrechtsbehörde von Mali. Darüber hinaus unterrichtete sie von 1986 bis 1991 als Professorin für Verfassungs-, Zivil- und Strafrecht an der École Centrale pour l'Industrie, le Commerce et l'Administration in Bamako. Sie wechselte anschließend zurück in den Gerichtsdienst und war ab 1994 als Richterin an einem Berufungsgericht sowie von 1996 bis 1999 als Präsidentin der Strafkammer des Berufungsgerichts in Bamako tätig. Von 1999 bis 2001 leitete sie die Justizverwaltung von Mali.
Im Juni 2001 wurde sie zur Ad-litem-Richterin am Internationalen Strafgerichtshof für das ehemalige Jugoslawien gewählt, an dem sie ab September des gleichen Jahres in einem Verfahren mitwirkte. Im Februar 2003 wurde sie, nominiert durch die Regierung ihres Heimatlandes, zur Richterin an den neu gegründeten Internationalen Strafgerichtshof in Den Haag gewählt. Ihre Wahl erfolgte über die Vorschlagsliste A für Kandidaten mit ausgewiesener Kompetenz im Bereich des Straf- und Strafverfahrensrechts für eine Amtszeit von neun Jahren. Sie ist am Gericht der Verfahrensabteilung zugeordnet und war von 2009 bis 2012 erste Vizepräsidentin neben Hans-Peter Kaul aus Deutschland, der während dieser Zeit als zweiter Vizepräsident fungierte. Ihre Amtszeit endete 2012, sie verblieb jedoch bis 2014 am Gericht, um die Verfahren, an denen sie beteiligt war, zu Ende bringen zu können.
Schwerpunkte ihres Wirkens sind die Bereiche Menschenrechte sowie insbesondere Frauen- und Kinderrechte.

## Auszeichnungen
Fatoumata Dembélé Diarra erhielt 2001 das Offizierskreuz des Ordre National du Mali.